# 小行星3192
小行星3192（3192 A'Hearn）是一颗绕太阳运转的小行星，为主小行星带小行星。该小行星于1982年1月30日发现。
該小行星以美國天文學家麥克·阿赫恩命名。

## 轨道参数
小行星3192的轨道半长轴为2.3778941 UA，离心率为0.1677289，轨道倾角为2.88077°。